# Jonathan Moraga
Jonathan Alejandro Moraga Pulgar (Talca, Chile, 25 de agosto de 1987) es un exfutbolista chileno. Jugaba de lateral y su último equipo fue Rangers. Se formó en las divisiones inferiores del mismo club donde debutó profesionalmente en el Torneo de Clausura 2005.

## Clubes
| Club                     | Torneo        | Liga  | Liga  |
| Club                     | Torneo        | Part. | Goles |
| ------------------------ | ------------- | ----- | ----- |
| Rangers de Talca · Chile | Clausura 2005 | 3     | 0     |
| Rangers de Talca · Chile | Apertura 2006 | 3     | 0     |
| Rangers de Talca · Chile | Clausura 2006 | 1     | 0     |
| Rangers de Talca · Chile | Apertura 2008 | 3     | 0     |
| Rangers de Talca · Chile | Clausura 2008 | 1     | 0     |
| Rangers de Talca · Chile | Apertura 2009 | 3     | 0     |
| Total                    | Total         | 14    | 0     |

- Datos: Q5934030